# Flagellazione
La flagellazione è un atto di punizione corporale (dal latino flagellum, frusta). La flagellazione è eseguita su soggetti restii, come strumento di tortura o come pena corporale; tuttavia, la flagellazione è anche utilizzata in modo consenziente nell'ambito BDSM, o compiuta su sé stessi (autoflagellazione), durante pratiche religiose o sadomasochiste.

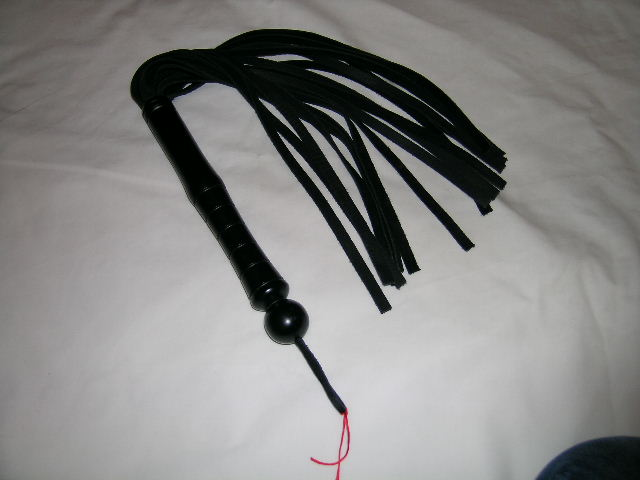
Flagello usato per pratiche BDSM

## Origine del nome
Flagellazione è approssimativamente un sintagma derivato dal flagellum, la cinghia di cuoio dei Romani; si distingue etimologicamente dalla fustigazione (dal latino fustis, bastone) che prevede l'uso di verghe o altri arbusti vegetali.
Peraltro, l'uso delle parole flagellazione e fustigazione viene confuso - sia in Italia che all'estero (che spesso richiama le stesse radici latine) nelle traduzioni letterali - e viene genericamente associato a qualsiasi lacero-contusione nei tessuti del corpo umani inflitta con strumenti semi-rigidi: il colpo così vibrato si giova anche della velocità che acquista il loro impiego, mentre per le armi bianche l'effetto lesivo dipende prevalentemente dalla forma e dal peso del materiale che compone il bastone o la mazza.
In modo specifico, il flagello nel tempo ha assunto la caratteristica della frusta, anche nelle varianti extraeuropee del Knut o del Sjambok ed in quelle moderne utilizzate nello strapping e nel belting; quanto alla frusta a più appendici, storicamente apparso nella forma del gatto a nove code, essa si è in tempi più recenti anglicizzata e viene associata, per similarità d'aspetto, al flogger, un tipo di frusta moderno il cui scopo è più mirato alla sensazione erotica che all'infliggere dolore.

## Storia
Questa pratica era probabilmente originaria del Medio Oriente, ma velocemente si diffuse in tutto il mondo antico. A Sparta, per esempio, i giovani la consideravano come un test della propria mascolinità. Gli Ebrei invece limitavano la fustigazione a quaranta colpi (Deuteronomio 25, 3): per evitare di commettere qualche errore di calcolo e quindi colpire più di quaranta volte la vittima, andando contro la legge, si fermavano a quaranta meno uno.

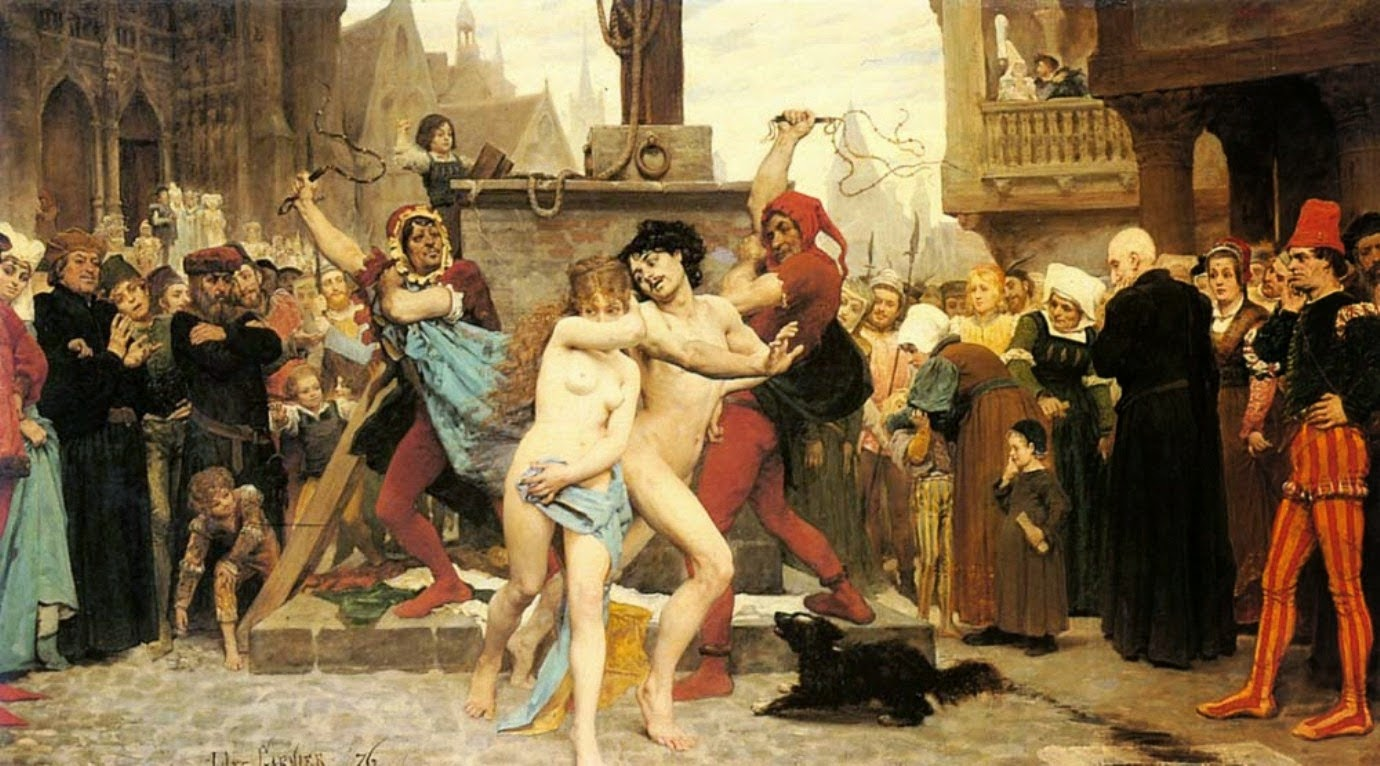
Il supplizio degli adulteri, dipinto di Jules Arsène Garnier (1876)

I Romani riservavano questa tortura ai non cittadini, come stabilito nella lex Porcia e nella lex Sempronia, datate tra il 195 a.C. e il 123 a.C. Il poeta Quinto Orazio Flacco riporta l'horribile flagellum nelle sue Satire, descrivendo la fine di queste pratiche. In origine la flagellazione, prima della condanna a morte mediante taglio della testa, era comune anche per i cittadini romani; solo quando la provocatio ad populum rese più rara la pena capitale all’interno del pomerio civico, si passò alla fustigazione.
Tipicamente, nella prima età repubblicana, colui che doveva essere punito veniva legato ad una piccola colonna o ad un piccolo palo, così che potesse piegarvici sopra. Due lictores (o a volte quattro o sei) alternavano i colpi. Non c'era un limite alle sferzate inflitte: era il lictor a decidere, anche se normalmente non erano intenzionati ad uccidere la vittima. Ciò nonostante, Tito Livio, Gaio Svetonio Tranquillo e Giuseppe Flavio riportano casi di decessi sul posto, durante la flagellazione. Da molti autori, questa era riportata come una "semi-morte", anche perché, dopo breve tempo, morivano. Cicerone riporta: "Sic ille adfectus illim tum pro mortuo sublatus perbrevi postea est mortuus" (Torturato in tal modo fu portato via da là come morto e pochissimo tempo dopo morì). Spesso la vittima veniva capovolta per permettere la flagellazione anche sul petto, anche se si procedeva con cautela perché la possibilità di infliggere un colpo mortale era molto elevata.
Durante l'Impero romano, la flagellazione era normalmente eseguita prima della crocifissione: erano utilizzate comunemente fruste con piccoli pezzi di metallo oppure con delle ossa alle estremità. Questo stratagemma portava facilmente ad una deturpazione e seri traumi, come la lacerazione della pelle o la perdita di un occhio: perdendo molto sangue, a causa delle ferite riportate, la vittima subiva un forte shock ipovolemico. Le punizioni tramite una frusta o flagello erano comuni per tutti gli schiavi da parte dei loro padroni e, sino al medioevo, contemplati anche per i cittadini liberi da parte di pubbliche autorità. 

### Schiavitù

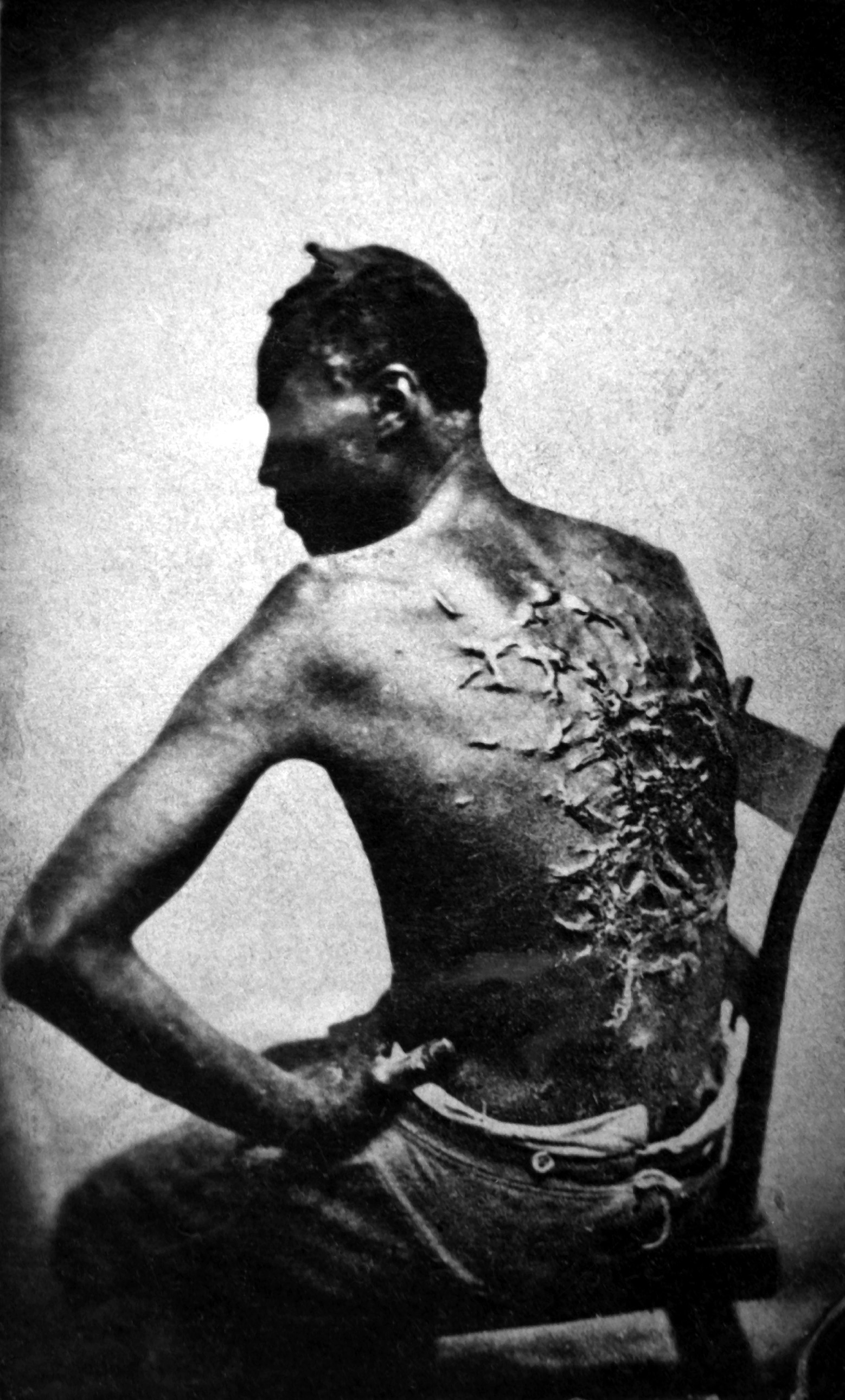
Cicatrici da flagellazione

Sia nei più recenti tempi moderni, che indietro nell'antichità, molte società hanno implementato nel loro sistema sociale la schiavitù, creando una vera e propria classe di schiavi.
Questi schiavi erano l'ultimo gradino della piramide sociale e appartenevano, in molti casi, legalmente ai loro padroni che avevano il diritto di punirli a piacimento. La fustigazione, lungo tutta la storia, era uso comune nel punire gli schiavi.
Benché la grandissima crudeltà verso gli schiavi fosse generalmente accettata sin dalla tradizione romana, alcuni schiavi domestici erano trattati 'paternalisticamente', alla stregua di un individuo con pieni diritti civili: gli schiavi erano spesso un prezioso investimento, soprattutto quelli capaci di preziosi manufatti o molto istruiti, capaci di allevare i figli dei loro padroni. Perciò talvolta la flagellazione era controllata da un medico, che aveva il potere di fermare la tortura evitando così la morte della vittima. 
Anche se la riforma e l'illuminismo resero con il tempo la schiavitù come una pratica inaccettabile per l'Europa civilizzata, la cosiddetta "tratta degli schiavi" americana rimase, così come la flagellazione.
In modo particolare contro gli schiavi di colore, provenienti dall'Africa e diretti verso le Americhe, la fustigazione era considerata un buon metodo per incrementare disciplina e obbedienza nei destinatari. 
Tra le altre cose, la flagellazione era uno dei metodi per torturare le persone e per affermare potere sulle popolazioni sottoposte al dominio coloniale.

### Epoca moderna e contemporanea
Ancora nel XIX secolo era punizione comune per le persone sottomesse all'autorità di qualcuno, così i prigionieri, i militari, i marinai, i monaci, le monache, ecc.: anche se la pratica era stata bandita in Francia con la rivoluzione francese 1789, rimase in uso per periodi più o meno lunghi nel resto d'Europa e fu più dura a morire nei rapporti tra i genitori ed i propri figli. Del resto la sopravvivenza della pena seguiva quella della schiavitù, la quale fu abolita negli Stati Uniti d'America solo nel 1861, solo per riferirci agli stati più progressisti.
La flagellazione nella marina britannica era una comune misura disciplinare, che venne poi impropriamente associata al virile disprezzo per il dolore dei marinai sulle navi britanniche; solo nel 1831 l'ultimo soldato inglese subì la punizione della frusta, anche se in realtà si registrò soltanto una modificazione degli strumenti utilizzati, con il passaggio alla fustigazione.
Mentre la flagellazione e pressoché tutte le forme di pene corporali sono ora abbandonate in molti paesi occidentali (che vietano come tortura analoghi comportamenti inflitti da pubblici ufficiali o da privati), questa pratica è ancora una forma comune di pena in molti paesi del mondo, in particolare nei paesi islamici. A Singapore o in Malaysia, seppur con la supervisione di un medico, molti crimini sono puniti in questa maniera: vengono utilizzate delle canne di bambù.

## Relazioni con la religione

Illustrazione di un flagellante spagnolo medievale da The Historians' History of the World

### Cristianesimo
La flagellazione rimanda, in contesto cristiano, alla flagellazione di Gesù, episodio in cui Gesù viene fustigato nella sala del pretorio di Ponzio Pilato. La pratica dell'autoflagellazione e della mortificazione della carne a scopi religiosi era diffusa nel Medioevo e riguardava soprattutto il movimento ereticale dei flagellanti del XIII secolo. Al giorno d'oggi utilizzano la "disciplina" i numerari dell'Opus Dei, in una sorta di autoflagellazione simbolica con l'uso un frustino leggero che non provoca danni, né fa sanguinare.

### Estasi, mistica, ritualità
Pratiche come l'inedia, il rifiuto di dormire e la flagellazione, possono indurre stati di alterazione: la fustigazione viene spesso usato per raggiungere l'estasi religiosa e mistica, come parte di pratiche rituali o cerimoniali, raggiungendo insoliti stati d'animo.
Un utilizzo rituale e simbolico della flagellazione, in funzione desacralizzante, è citato da Erodoto (Storie, VII, 35) nell'episodio di flagellazione dell'Ellesponto messo in atto da Serse.

### Islam
Nel caso di pena corporale, la persona che dà le frustate, nei Paesi islamici, deve tenere un Corano sotto l'ascella del braccio con cui utilizza la frusta: ciò ha l'effetto di limitare la potenza del colpo, ma anche gli atti compassionevoli nell'esecuzione.
Invece, per il caso di autoflagellazione mistica, sono stati indicati anche ulteriori moventi, come quello di identità comunitaria o tradizionalista.